# Miniodes
Miniodes là một chi bướm đêm thuộc họ Noctuidae.

## Các loài tiêu biểu
- Miniodes maculifera Hampson, 1913